# Mali Brion
Mali Brion (hrvaško Mali Brijun) je otok v otoški skupini Brioni, zahodno od naselja Fažana, od katerga ga loči Fažanski kanal na jugozahodu Istre. Površina otoka je 1,7 km², dolžina obale meri 8,105 km. Otok je z ozkim plitvim kanalom Tisnac ločen od Velikega Briona.
Mali Brion je bil naseljen že v prazgodovinski dobi, in bil skupaj z ostalimi otoki od leta 177 pr. n. št. v posesti Rimljanov, ki so v 1. stol. v zalivu sv. Mikule postavili prvo naselje na tem otoku.